# Fernando Arias Cabello
Raúl Fernando Arias Cabello (* 22. August 1949 in Chimbote; † 28. April 2015 in Mexiko-Stadt) war ein peruanischer Sänger und Komponist.
Arias' bekannteste Kompositionen sind Recuerdos de una noche, Como hacer para olvidar und Porque me diste amor. Sein größter Erfolg war der Song Recuerdos de una noche, den er 1974 mit der peruanischen Gruppe Los Pasteles Verdes aufnahm, deren Sänger er viele Jahre war. Für die Aufnahme erhielt er eine Goldene Schallplatte. Später arbeitete und lebte er in Mexiko.